# Ruspolia
Ruspolia là chi thực vật có hoa trong họ Acanthaceae.